# Opasnyje gastroli
Opasnyje gastroli (russisk: Опасные гастроли) er en sovjetisk spillefilm fra 1969 af Georgij Jungvald-Khilkevitj.

## Medvirkende
- Vladimir Vysotskij som George Bengalskij
- Jefim Kopeljan som Ivan Bobruisky-Dumbadze
- Nikolaj Grinko som Andrej Maksimovitj
- Ivan Pereverzev som Kazimierz Kazimirovich Kulbras
- Georgij Jumatov som s Maksim